# Dipodium elegantulum
Dipodium elegantulum är en orkidéart som beskrevs av David Lloyd Jones. Dipodium elegantulum ingår i släktet Dipodium och familjen orkidéer.
Artens utbredningsområde är Queensland. Inga underarter finns listade i Catalogue of Life.

## Bildgalleri

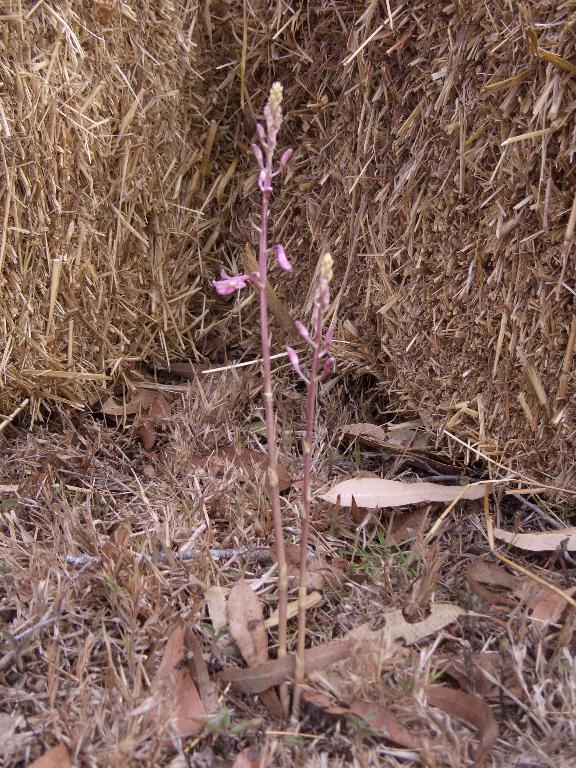
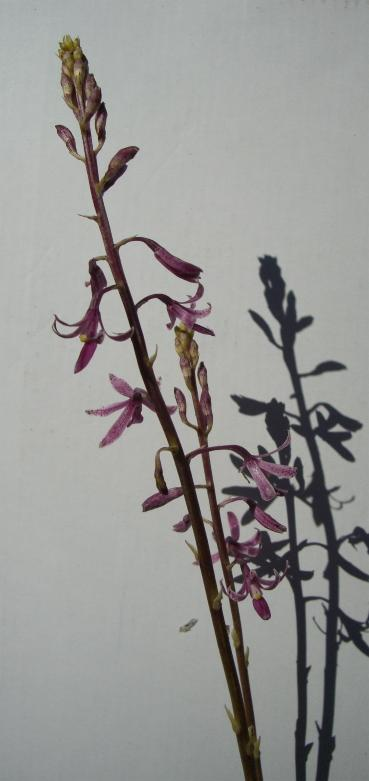
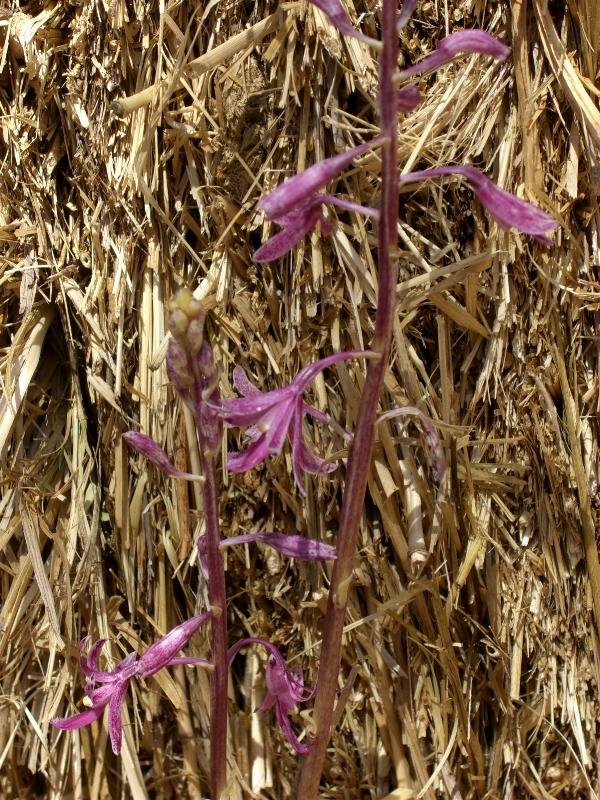
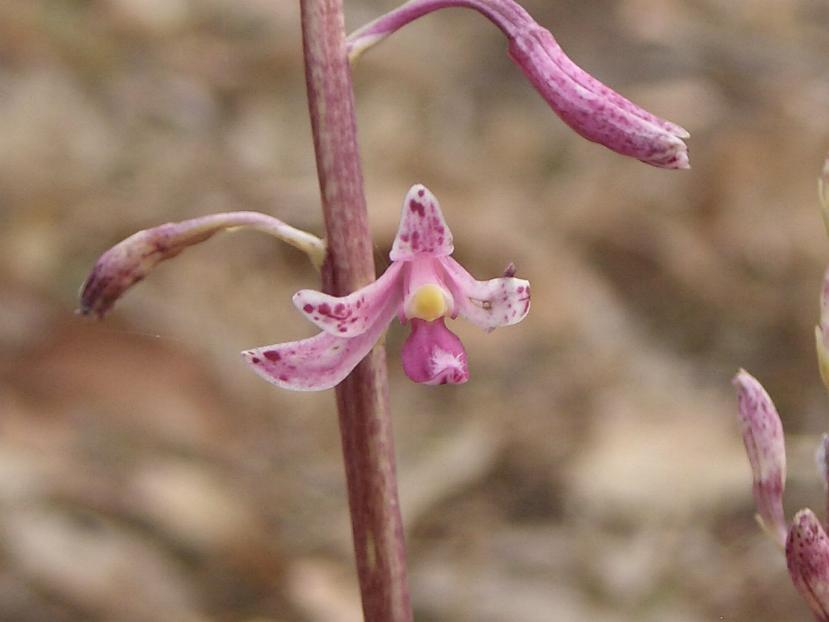